# 園川一美
園川 一美（そのかわ かずみ、1963年5月1日 - ）は、熊本県八代市出身の元プロ野球選手（投手）。

## 来歴・人物
九州学院高校では、1980年に2年生エースとして春の選抜に出場。1回戦で東邦高を降すが、2回戦で原伸次のいた広陵高に0-1で惜敗。同年の秋季九州大会にも進出するが、準々決勝で延岡工に延長11回敗退、選抜出場を逸する。高校同期に竹本修がいる。高校時代から度胸のある態度とユニークなキャラクターで注目されていた。
首都大学野球リーグの強豪で伝統校の日体大に進学。リーグ戦では、3年生時の1984年に春季7勝、秋季9勝を挙げて2季連続の優勝に貢献、春秋季ともMVP、最優秀投手、ベストナインに選ばれた。同年の明治神宮野球大会では、初戦を完封して2回戦で広沢克己を擁する明大と対戦するとエース竹田光訓が先発せず、自身も救援登板ながら勝利投手となってチームは優勝候補と目されたが、準決勝でエース佐々木修を擁する近大工学部に敗退。リーグ通算成績は59試合に登板し33勝13敗、防御率1.40。1試合19奪三振の首都大学野球リーグ記録、ノーヒットノーランなども達成した。1985年の日米大学野球選手権大会ではMVPを獲得した。

### 現役時代
1985年のプロ野球ドラフト会議でロッテオリオンズから2位指名（ロッテ、巨人、ヤクルト、南海の4球団が競合。ドラフト2位以下での4球団競合は当時の最多タイ）され入団。1位指名が高卒の石田雅彦だったため、「なんでこの僕が2位指名なんですか!?」とコメント。一時は社会人のプリンスホテルへの入部も考えたが、交渉の末「石田よりも契約金を高くする」ことを条件に入団を決意。
プロ1年目、10月15日の対南海ホークス戦（川崎球場）で初先発、無四球での完投勝利をマーク。だが、この日はすでにロッテが消化試合に突入していたこと、さらにチームの大ベテラン・有藤通世が現役引退を表明した日とも重なり、新聞での扱いは小さかった。同年のイースタン・リーグでは8勝9敗7Sの成績を記録した。
2年目の1987年、先発ローテーションに定着。5月23日の対南海戦（柏崎市佐藤池野球場）に3番手として登板し、4 - 7回の4イニングを無失点に抑えるが、その直後のロッテ攻撃中に日没サスペンデッドゲームとなる（現時点でNPBにおける最後の事例。なお7月8日の続行試合には投げていない）。9月2日の南海戦では13失点を喫し敗戦投手となったが最後まで投げ切った（13失点での先発完投は現在もパ・リーグワースト記録）。その6日後の9月8日、日本ハムファイターズ戦ではプロ入り初完封勝利を挙げた。
1988年、初の2桁勝利をマーク。近鉄のリーグ優勝がかかった10.19の第2戦に先発し、「"ザマアミロ"って感じがありましたね。勝っても負けてもどうせ"憎まれ役"だってことは解ってましたから」「優勝が決まる試合だろうが、そうでなかろうが、同じようにやってるんです」とコメント。
1989年、村田辰美以来プロ野球史上2度目となる「規定投球回数に達して防御率6点台」の珍しい記録をマークしたが、奪三振率はリーグ1位を記録した。
1990年、6月23日の対西武ライオンズ戦（西武球場）で自らのボークの判定を巡って金田正一監督が高木敏昭審判に暴行を働き退場処分を受けた。セットポジションで園川の静止が崩れたのは三塁コーチ伊原春樹の偽走スタートによって誘発されたものでボークには当たらないというのが金田監督の主張であったが、審判団には認められなかった。引き合いに出された伊原は、このボーク誘発説を否定している。同じく左投手だった金田はマウンド上で自ら投球動作を再現したが、判定は覆らずに怒って園川のグラブを投げつけた。
1991年、5月19日の対近鉄バファローズ戦（秋田市営八橋球場で行われた)では死球に激昂したジム・トレーバーに追いかけまわされた挙句に暴行を受けた。
1994年、9月20日の対オリックス・ブルーウェーブ戦（グリーンスタジアム神戸）で、イチローにプロ野球史上初となるシーズン200本目の安打を打たれるも、「いや、別に僕1人で200本打たれたわけじゃないですし」と発言。ただしこの年のイチローとの戦績は18打数13安打と打ち込まれていた。しかし、イチロー対策にシュートを身につけた翌1995年は12打数3安打（うち1本塁打）に抑えている。
1996年、伊良部秀輝、小宮山悟、エリック・ヒルマンを抑えて開幕投手を務めた。このことに対戦相手の王貞治監督が「開幕投手には格というものがあるだろう」と発言。試合は味方の大量援護を受けるも5回表に2ランを浴び、さらに2死満塁のピンチを招いたところで降板、勝利投手の権利を得ることができず勝ちは付かなかった。しかもこの年は結局未勝利に終わった。本来は、伊良部が開幕投手の予定だったが故障で登板回避になり、開幕3連戦の他のローテーションは動かせないということで、急遽開幕2日前に4番手の園川が開幕投手を務めることに決まったという。急な登板でかえってプレッシャーはなかったというが、体は思うように動かなかったという。当時の江尻亮監督が王監督の批判に反論しなかったのは、伊良部の故障を公表できなかったからだと後に園川本人が証言している。
1999年、9月21日に引退表明。10月3日のダイエー戦（千葉マリンスタジアム）で引退試合を行ったが、その後10月9日の対オリックス戦（グリーンスタジアム神戸）で敗戦処理として1イニング登板した。

### 引退後
引退後もロッテに残り、投手コーチ、スコアラー、ブルペンコーチなどを歴任。
2007年オフ、球団より来季のコーチ契約を結ばないことが発表された。球団からはフロントでの野球振興事業担当への配属を打診され受諾。
2008年、振興部テクニカルコーチに就任。ロッテの提携球団である中国・江蘇ホープスターズで元同僚の佐藤兼伊知が監督となり、その下で投手コーチを務めた。
2009年にホープスターズを退団し、ロッテ球団総務部テクニカルコーチ職員。「マリーンズ・ベースボールアカデミー」で少年たちの指導に当たる。
2012年、韓国のロッテジャイアンツの春季キャンプで投手インストラクターとして指導に当たることとなった。2014年をもってコーチ契約を満了した。
2019年現在、スポーツオーソリティ熊本店にて、ベースボールアドバイザーとして勤務している。

## 詳細情報

### 年度別投手成績
| 年 度      | 球 団      | 登 板 | 先 発 | 完 投 | 完 封 | 無 四 球 | 勝 利 | 敗 戦 | セ 丨 ブ | ホ 丨 ル ド | 勝 率 | 打 者 | 投 球 回 | 被 安 打 | 被 本 塁 打 | 与 四 球 | 敬 遠 | 与 死 球 | 奪 三 振 | 暴 投 | ボ 丨 ク | 失 点 | 自 責 点 | 防 御 率 | W H I P |
| ---------- | ---------- | ----- | ----- | ----- | ----- | -------- | ----- | ----- | -------- | ----------- | ----- | ----- | -------- | -------- | ----------- | -------- | ----- | -------- | -------- | ----- | -------- | ----- | -------- | -------- | ------- |
| 1986       | ロッテ     | 3     | 2     | 1     | 0     | 0        | 1     | 1     | 0        | --          | .500  | 53    | 13.0     | 11       | 1           | 2        | 0     | 0        | 6        | 0     | 0        | 5     | 5        | 3.46     | 1.00    |
| 1987       | ロッテ     | 30    | 20    | 5     | 1     | 1        | 8     | 9     | 0        | --          | .471  | 673   | 157.1    | 157      | 14          | 44       | 3     | 5        | 116      | 5     | 0        | 72    | 62       | 3.55     | 1.28    |
| 1988       | ロッテ     | 33    | 29    | 5     | 1     | 0        | 10    | 15    | 0        | --          | .400  | 704   | 164.0    | 160      | 24          | 62       | 0     | 2        | 134      | 4     | 0        | 86    | 79       | 4.34     | 1.35    |
| 1989       | ロッテ     | 28    | 26    | 5     | 1     | 0        | 7     | 12    | 1        | --          | .368  | 578   | 131.1    | 134      | 30          | 56       | 0     | 3        | 119      | 3     | 0        | 99    | 89       | 6.10     | 1.45    |
| 1990       | ロッテ     | 18    | 13    | 1     | 0     | 0        | 2     | 6     | 0        | --          | .250  | 305   | 71.0     | 65       | 10          | 27       | 4     | 5        | 65       | 0     | 3        | 47    | 41       | 5.20     | 1.30    |
| 1991       | ロッテ     | 31    | 20    | 3     | 2     | 0        | 5     | 11    | 1        | --          | .313  | 570   | 135.2    | 130      | 18          | 40       | 1     | 3        | 103      | 6     | 0        | 64    | 57       | 3.78     | 1.25    |
| 1992       | ロッテ     | 27    | 26    | 6     | 3     | 0        | 7     | 9     | 0        | --          | .438  | 646   | 152.1    | 145      | 12          | 59       | 1     | 3        | 130      | 6     | 0        | 76    | 67       | 3.96     | 1.34    |
| 1993       | ロッテ     | 32    | 27    | 8     | 2     | 2        | 9     | 15    | 0        | --          | .375  | 765   | 177.1    | 169      | 21          | 69       | 1     | 4        | 149      | 12    | 0        | 94    | 82       | 4.16     | 1.34    |
| 1994       | ロッテ     | 21    | 19    | 3     | 2     | 0        | 7     | 6     | 0        | --          | .538  | 482   | 108.2    | 114      | 13          | 45       | 0     | 4        | 79       | 7     | 0        | 55    | 51       | 4.22     | 1.46    |
| 1995       | ロッテ     | 28    | 18    | 2     | 1     | 0        | 8     | 9     | 0        | --          | .471  | 501   | 120.1    | 118      | 14          | 32       | 0     | 3        | 89       | 2     | 0        | 50    | 47       | 3.52     | 1.25    |
| 1996       | ロッテ     | 23    | 11    | 1     | 0     | 1        | 0     | 7     | 0        | --          | .000  | 336   | 76.0     | 89       | 11          | 22       | 1     | 2        | 49       | 5     | 0        | 48    | 46       | 5.45     | 1.46    |
| 1997       | ロッテ     | 30    | 17    | 0     | 0     | 0        | 4     | 8     | 0        | --          | .333  | 401   | 96.0     | 98       | 14          | 21       | 1     | 1        | 46       | 2     | 0        | 58    | 52       | 4.88     | 1.24    |
| 1998       | ロッテ     | 39    | 12    | 2     | 1     | 0        | 5     | 4     | 0        | --          | .556  | 368   | 83.1     | 95       | 7           | 28       | 2     | 4        | 53       | 1     | 0        | 38    | 36       | 3.89     | 1.48    |
| 1999       | ロッテ     | 33    | 7     | 0     | 0     | 0        | 3     | 3     | 0        | --          | .500  | 247   | 57.0     | 65       | 6           | 13       | 0     | 1        | 31       | 0     | 0        | 28    | 26       | 4.11     | 1.37    |
| 通算：14年 | 通算：14年 | 376   | 247   | 42    | 14    | 4        | 76    | 115   | 2        | --          | .398  | 6629  | 1543.1   | 1550     | 195         | 520      | 14    | 40       | 1169     | 53    | 3        | 820   | 740      | 4.32     | 1.34    |

- 各年度の太字はリーグ最高

### 記録
初記録
- 初登板：1986年10月8日、対西武ライオンズ24回戦（西武ライオンズ球場）、8回裏に3番手で救援登板・完了、1回無失点
- 初奪三振：同上、8回裏に大田卓司から
- 初先発・初勝利・初完投勝利：1986年10月15日、対南海ホークス24回戦（川崎球場）、9回1失点
- 初完封：1987年9月8日、対日本ハムファイターズ19回戦（川崎球場）
- 初セーブ：1989年4月28日、対日本ハムファイターズ4回戦（川崎球場）、8回表2死に2番手で救援登板・完了、1回1/3を無失点

節目の記録
- 1000投球回数：1993年10月19日、対西武ライオンズ26回戦（西武ライオンズ球場）、6回裏3死目に達成　※史上252人目
- 1000奪三振：1996年4月28日、対日本ハムファイターズ5回戦（千葉マリンスタジアム）、1回表にロブ・デューシーから　※史上95人目
- 1500投球回数：1999年5月14日、対日本ハムファイターズ6回戦（千葉マリンスタジアム）、4回表3死目に藤島誠剛を盗塁死で達成　※史上145人目

その他の記録
- 毎回15奪三振：1988年6月22日、対日本ハムファイターズ戦（川崎球場）
- 15奪三振以上での敗戦投手：同上、NPB史上4人目、スコアは2対3[10]

### 背番号
- 28 （1986年 - 1999年）
- 82 （2000年）
- 81 （2003年 - 2007年）